# Bilhères
Bilhères település Franciaországban, Pyrénées-Atlantiques megyében. Lakosainak száma 155 fő (2022. január 1.). Bilhères Arudy, Bielle, Escot, Izeste, Oloron-Sainte-Marie és Sarrance községekkel határos.

## Népesség
A település népességének változása:
| Lakosok száma | 165  | 162  | 160  | 160  | 159  | 159  | 157  | 155  |
|               | 2013 | 2015 | 2017 | 2018 | 2019 | 2020 | 2021 | 2022 |